# Лидская равнина
Лидская равнина — физико-географический район (равнина), находящийся на северо-западе Белоруссии, в Вороновском, частично в Ивьевском, Лидском и Щучинском районах Гродненской области; на северо-западе заходит на территорию Литвы. Площадь около 4 тыс. км. Протяжённость с юго-запада на северо-восток 125 км, с севера на юг 50 км. Преобладают высоты 150—200 м.
Равнина приурочена к Белорусской антеклизе. Кристаллический фундамент перекрыт породами верхнего протерозоя, мела, участками палеогена, антропогена. Для антропогенной толщи (толщина около 100 м) характерны ледниковые и межледниковые отложения белорусского (на севере), березинского, днепровского и сожского оледенений. Современный рельеф создан сожским ледником, значительно переработан и изменён эрозионно-денудационными процессами в послеледниковое время.
Лидская равнина — полого-волнистая вторичная моренная равнина, слегка наклонена на юг, к долине реки Неман. Составлена валунными супесями и суглинками, местами водно-ледниковыми песками, в южной части равнины попадаются адорвени меловых, палеогеновых и неогеновых пород. Колебания относительных высот до 5 м. Поверхность усложненная сетью низин стока, заболоченными долинами мелких речек и ручьев, термокарстовыми впадинами. На придолинных участках, где относительные высоты 10-15 м, рельеф дробноувалистый. На водоразделах одиночные моренные холмы, реже камы и озы. От Щучина на северо-восток до Ошмянской возвышенности тянется сильно денудованная полоса отдельных моренных гряд и холмов, высотой до 20 м. Полезные ископаемые: торф, глины легкоплавкие, мел и мергель, песчано-гравийный материал, строительный песок.
Основные реки: Гавья, Жижма, Дитва, Лебеда принадлежат к бассейну Немана. Почвы дерново-подзолистые, дерново-подзолистые заболоченные, торфяно-болотные и др. Под лесом занято 30 % территории равнины. Леса сосновые лишайниково-кустарничковые, на северо-востоке, западе и юге попадаются широколиственно-хвойные, с примесью дуба, граба, клёна, ясеня. Около Щучина сохранился значительный массив дубравы. На низменностях небольшие участки березовых и черноольховых лесов. Наибольшие болота — Докудовское болото и Дитвянское болото. Под пахотными землями занято 40 % территории равнины.

Лидская равнина (1977)
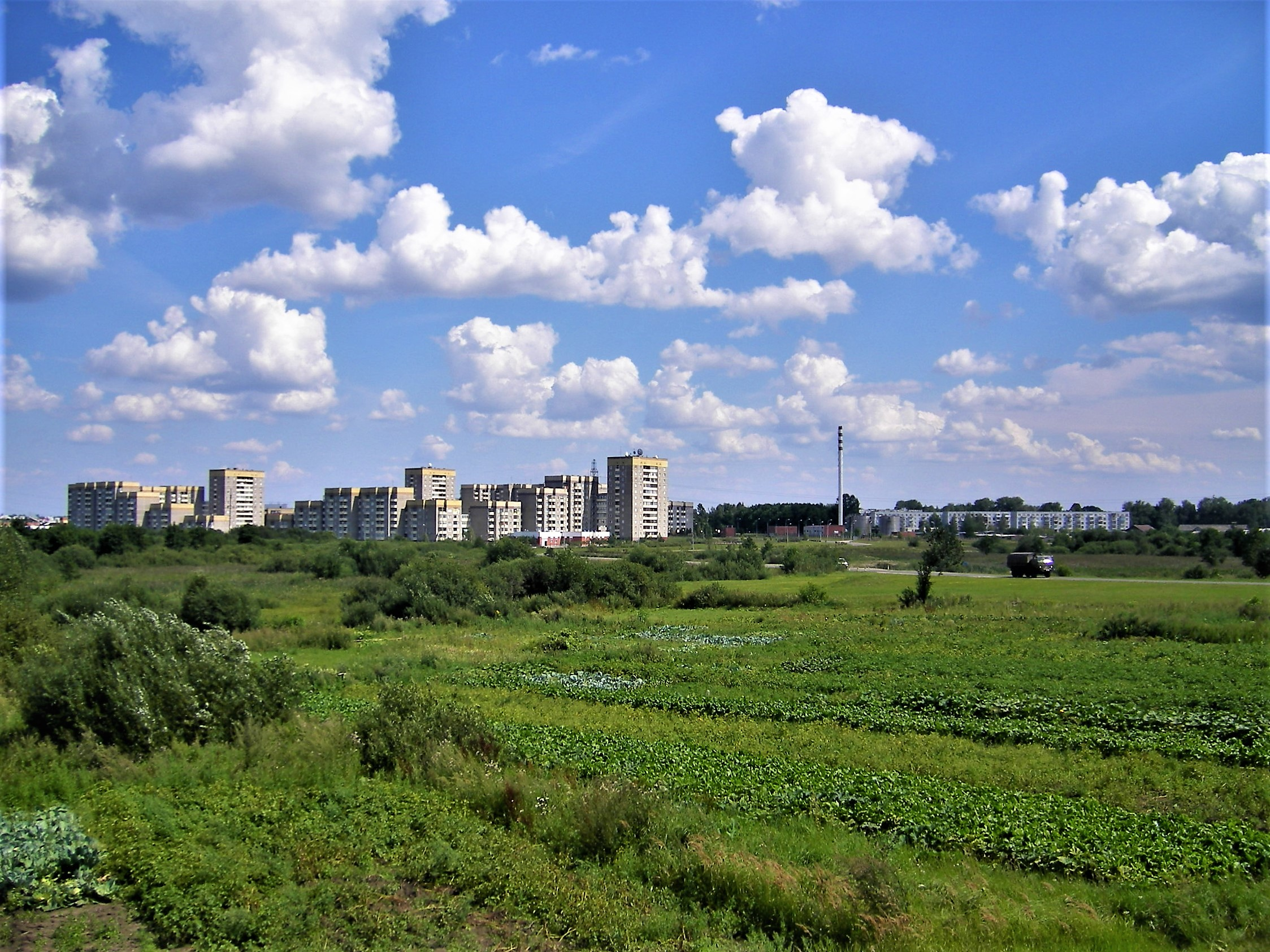
Пейзаж в районе Лиды
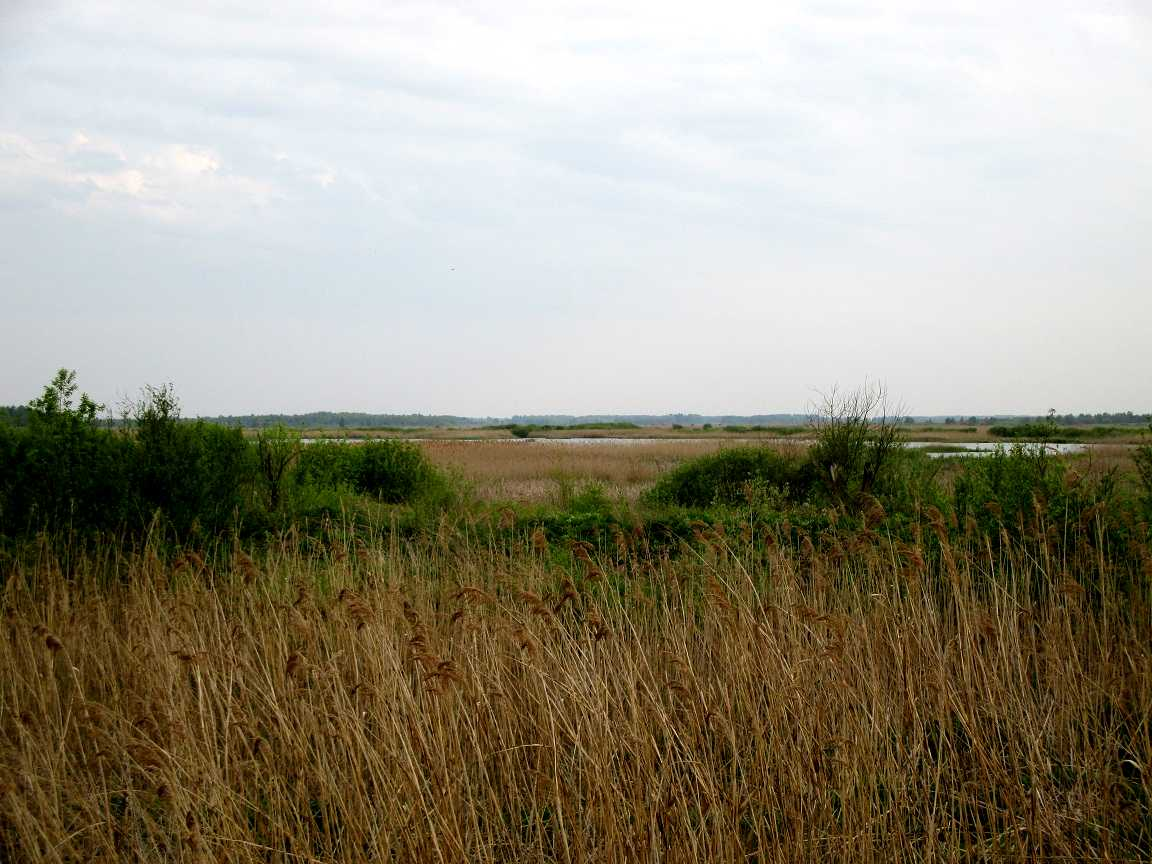
Дитвянское болото